# Four Cuts EP
Four Cuts EP es un EP de la banda de heavy metal Diamond Head y fue lanzado en 1982. Fue una doble cara A con Call Me y Trick or Treat, y fue lanzado por MCA . El Parlamento Europeo también contenía Dead Reckoning y una versión regrabada de Shoot Out the Lights como las dos caras B. Este fue el primer lanzamiento de la banda en una multinacional, y fue diseñado para ser un aperitivo de su segundo álbum.
Llámame más tarde fue liberado como una sola en su propio derecho en el mismo año. La canción también apareció en el álbum de Diamond Head segundo estudio, Borrowed Time , su primer álbum para ser lanzado por MCA. Trick or Treat y Dead Reckoning eran los favoritos en el juego vivo de la banda durante los años 80, sin embargo, ni la canción que hizo en el Borrowed Time, hasta que el álbum fue lanzado en 2007 por el polaco etiqueta basada en Metal Mind Productions (esta versión fue limitada a 2000 copias hasta Geffen Records puso el álbum remasterizado, junto con la banda, el tercer álbum de Canterbury , en su liberación general). Esta fue la primera vez que Trick or Treat estaba disponible en formato CD. Callejón sin salida fue después estará disponible en disco de la banda compilación 1987 Am I Evil . La versión original de 'Shoot Out The Lights se publicó anteriormente como cara A en 1981 en el propio sello de la banda, Registros de la Happy Face, sin embargo esta versión es una versión regrabada, que hasta la fecha no ha sido editado en CD.

## Lista de canciones
Todas las canciones fueron escritas por Brian Tatler y Sean Harris

Todas las canciones escritas y compuestas por Sean Harris and Brian Tatler. 
| N.º | Título                                     | Duración |  |
| 1.  | «Call Me»                                  | 3:51     |  |
| 2.  | «Trick or Treat»                           | 3:21     |  |
| 3.  | «Dead Reckoning»                           | 3:24     |  |
| 4.  | «Shoot Out the Lights (Versión Regrabada)» | 3:15     |  |

## Alineación
- Sean Harris - Voz
- Brian Tatler - guitarra
- Kimberley Colin - bajo
- Duncan Scott - batería

- Datos: Q2918705